# Посо-Каньяда
Посо-Каньяда (ісп. Pozo Cañada) — муніципалітет в Іспанії, у складі автономної спільноти Кастилія-Ла-Манча, у провінції Альбасете. Населення — 2885 осіб (2010).
Муніципалітет розташований на відстані близько 240 км на південний схід від Мадрида, 14 км на південний схід від Альбасете.

## Демографія
Динаміка населення (INE ):

## Галерея зображень

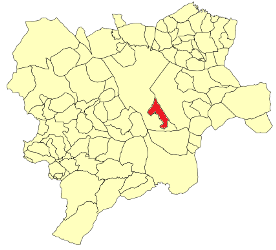
Розташування муніципалітету у провінції Альбасете
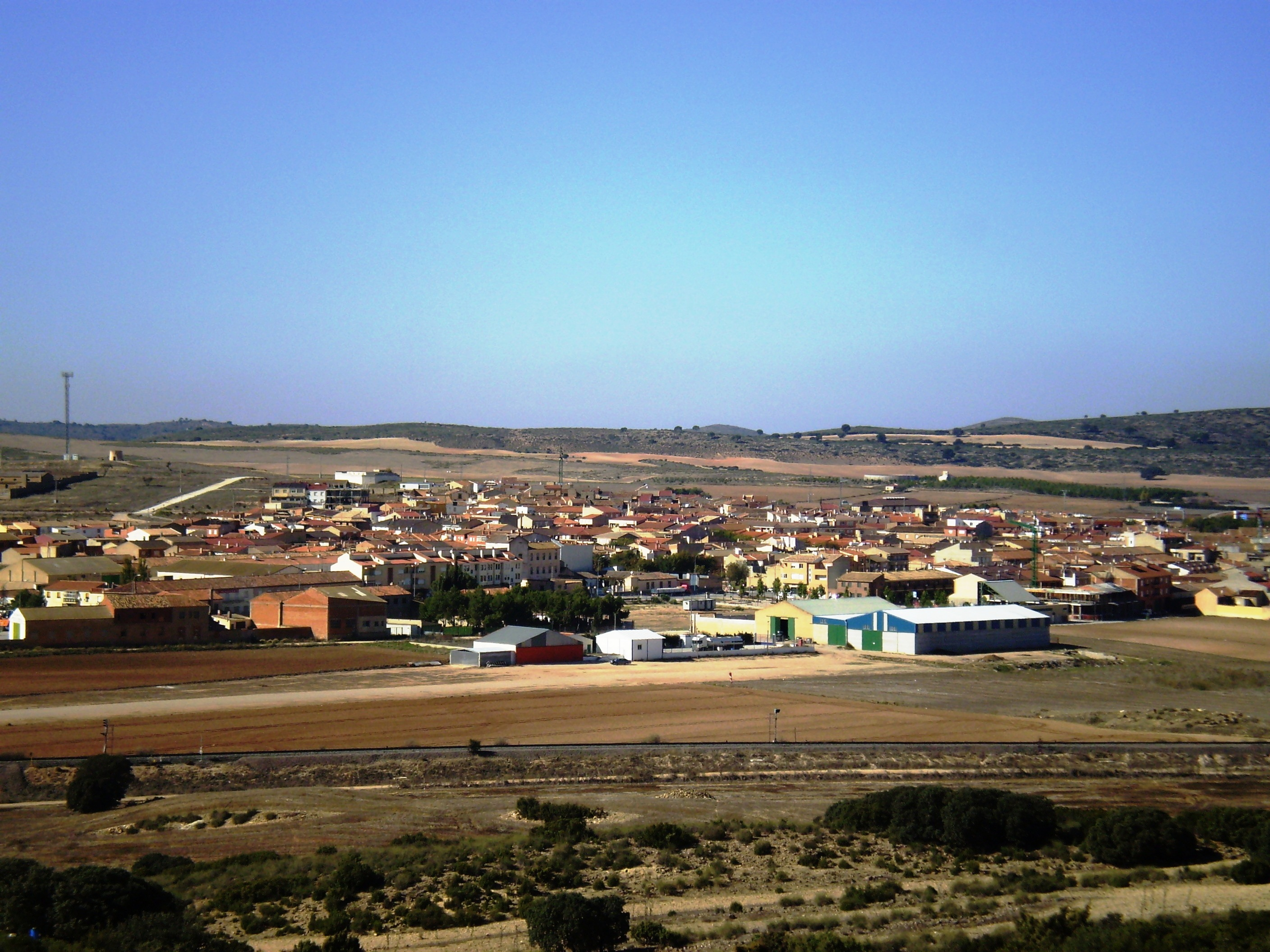
Посо-Каньяда
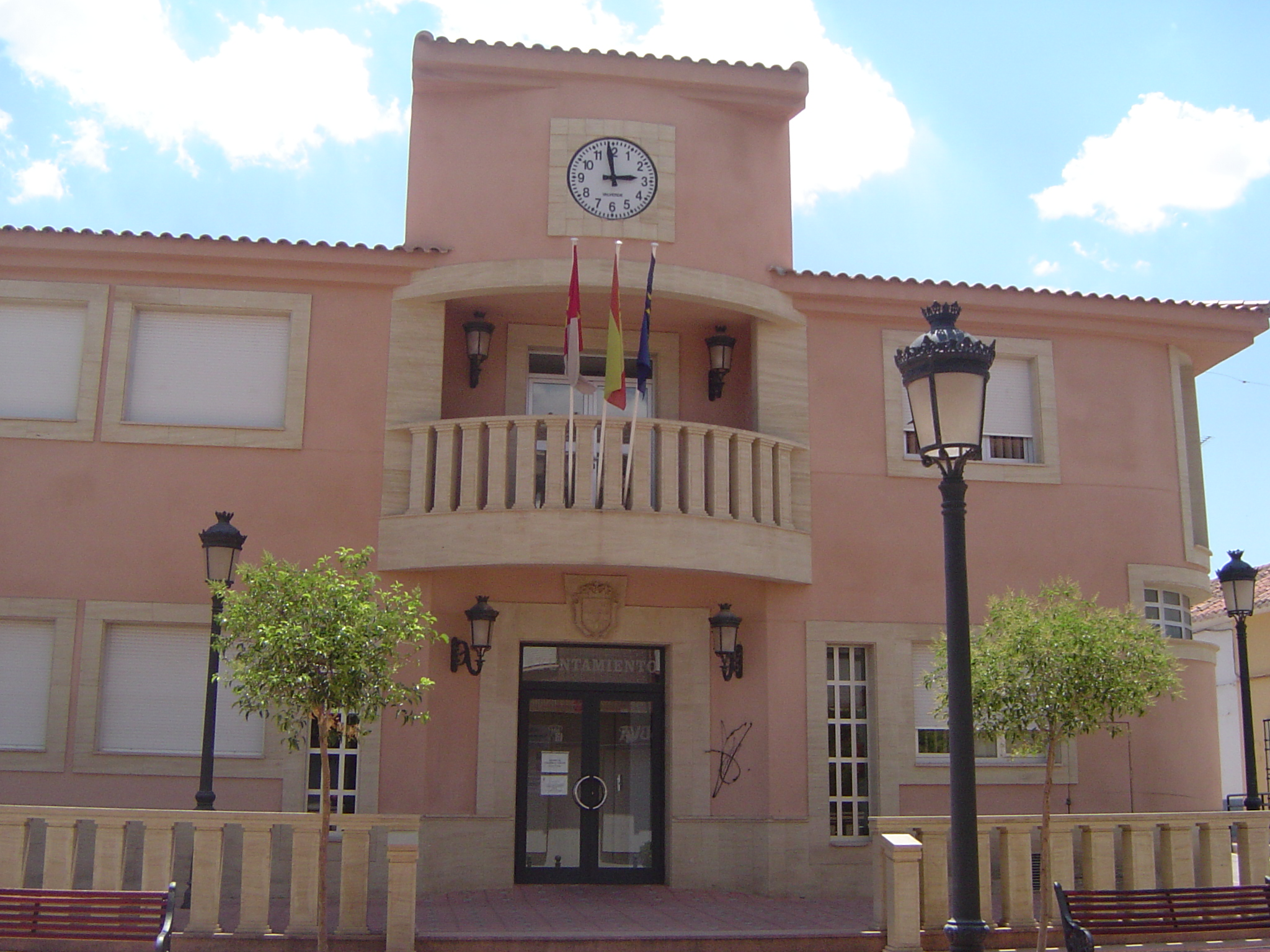
Муніципальна рада, Посо-Каньяда
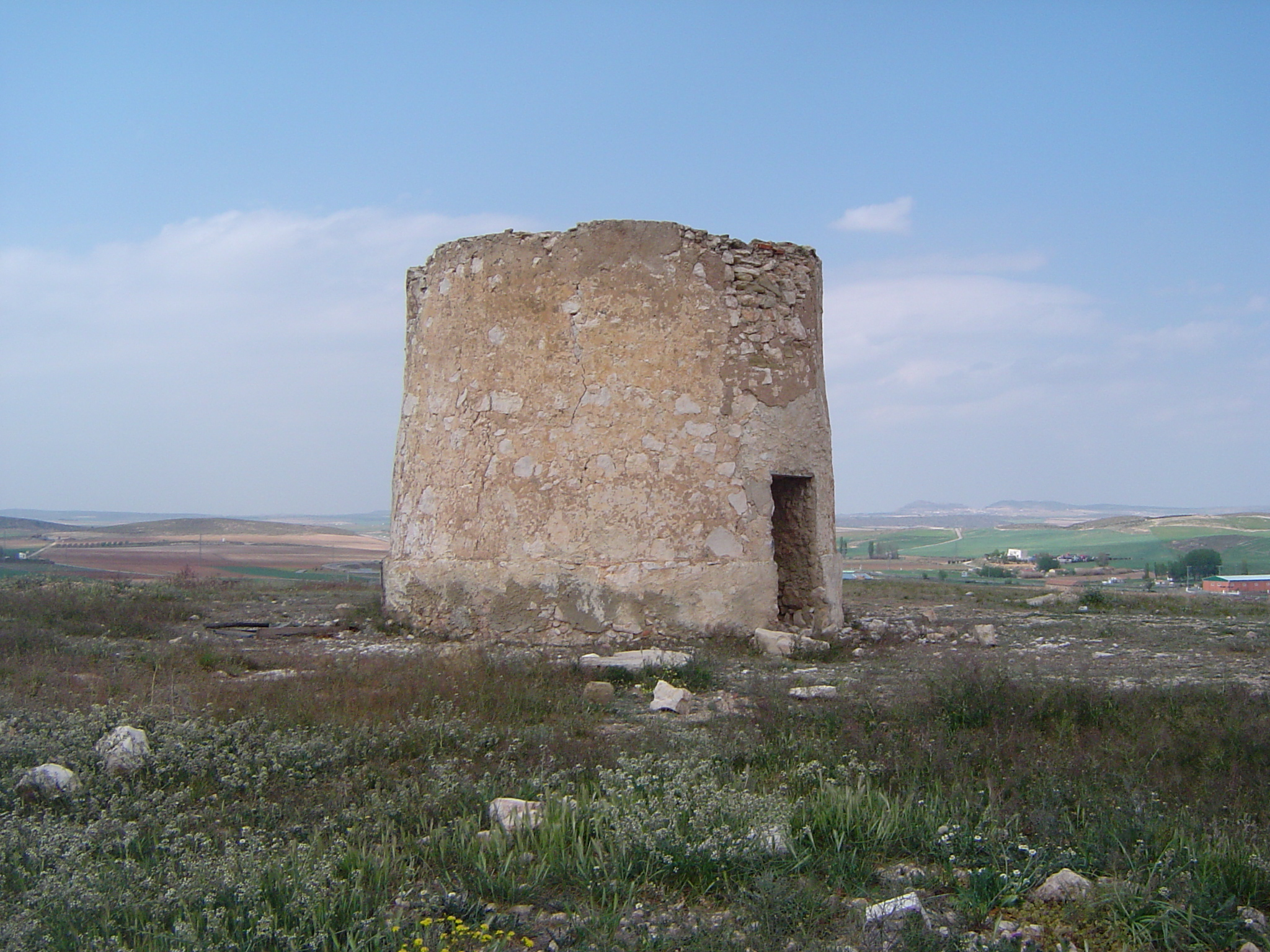
Вітряк, Посо-Каньяда